# Франческо Філіппіні
Франческо Філіппіні (італ. Francesco Filippini), 18 вересня 1853, Брешіа, Ломбардо-Венеціанське королівство - 9 березня 1895 Мілан, королівство Італія) - італійський Художник, випускник художньої школи при пінакотеці Тозіо Мартіненго в Брешії і академії Брери в Мілані, почесний член Брерської академії мистецтв, учасник руху скапільятура, представник школи ломбардського натуралізму. Франческо Філіппіні вважається найважливішим італійським пейзажистом XIX століття. Умберто Боччоні італ. Umberto Boccioni) вивчав його картини, зокрема за увагу до сільських ландшафтів Ломбардії та материнської фігури, зберігаючи візуальні, структурні та концептуальні сліди цього впливу навіть у межах футуризму.
Неодноразово перемагав у конкурсі, заснованому меценатом і колекціонером Камілло Броццоні, в 1876, 1879, 1880 і 1881 роках.. Лауреат премій Фумагаллі (1887), Фонду Каноніка (1889) і Фонду Міліуса (1890). Нині його роботи входять в збірки  Брерської пінакотеки і Галереї сучасного мистецтва в Мілані, Державного музею мистецтв і історії в Брешії і приватних колекціях..

## Смерть и художественное самоотвержение
Франческо Филиппини скончался преждевременно в Брешии 6 марта 1895 года, в возрасте всего 42 лет. Причиной смерти стала тяжёлая форма пневмонии или бронхита, которая, по всей вероятности, усугубилась из-за длительной работы на открытом воздухе в суровых погодных условиях. Художник был известен своей приверженностью к живописи на пленэре (en plein air), предпочитая работать непосредственно на природе — в полях, у озёр и в горах, даже зимой, на севере Италии.
Его физическая и духовная самоотдача искусству, стремление уловить поэтический свет в тишине и простоте пейзажа, рассматриваются критиками как фундаментальный аспект его художественного стиля. По мнению Джузеппе Агости и Дарио Бордини, творческий процесс Филиппини выражал своего рода натуралистический аскетизм, порой доходящий до самопожертвования.
Преждевременная смерть художника способствовала формированию образа одинокого, одухотворённого мастера, придавшего его личности и творчеству романтическую и трагическую ауру. Эти черты, наряду с технической зрелостью и поэтичностью поздних работ, сыграли важную роль в переоценке его наследия в контексте символизма и зарождающегося экспрессионизма начала XX века в Италии.

## Арт-маркет
На аукціоні Sotheby’s у Мілані в 2007 році «Ai piedi del ghiacciaio» (Біля підніжжя льодовика, 1875) Франческо Філіппіні, олія на полотні, було продано за 102,250 євро плюс аукціонні збори.. У 2008 році твори Філіппіні знайшли свого покупця на ринку серед приватних колекціонерів за 350 тис. євро. Найцінніші та бажані сюжети включають зображення селян, пастухів, гір та пагорбів.
Завдяки великому значенню і високій вартості своїх полотен, Франческо Філіппіні, разом із Маріо Скіфано, ставає об’єктом найбільше підробляємим італійським художником. Вважається, що понад 30% робіт Філіппіні є підробками, створеними вправними “копіювачами” з 1930 року. Усі аутентичні роботи Франческо Філіппіні підписані, дати вказуються рідко. Проте для експерта легко визначити фальсифікацію Філіппіні завдяки його надзвичайній стійкості. Художник залишався вірним своєму стилю навіть у невеликих форматах, використовуючи свій довгий лінійний стиль при роботі з обмеженими поверхнями. Сучасні твори Франческо Філіппіні, засновника руху “filippinismo”, на сьогодні вважаються італійським імпресіонізмом, протиставляючи його французькому варіанту. Він є батьком імпресіонізму у пейзажному живопису, також вдячному за натхнення “Умберто Боччоні”, який відтворював селянок з сільськими пейзажами. Його роботи, представляючи жінок селян та сільські пейзажі, є дуже рідкісними, а оцінки на міжнародних ринках можуть перевищувати 2 мільйони євро серед пристрасних приватних колекціонерів.

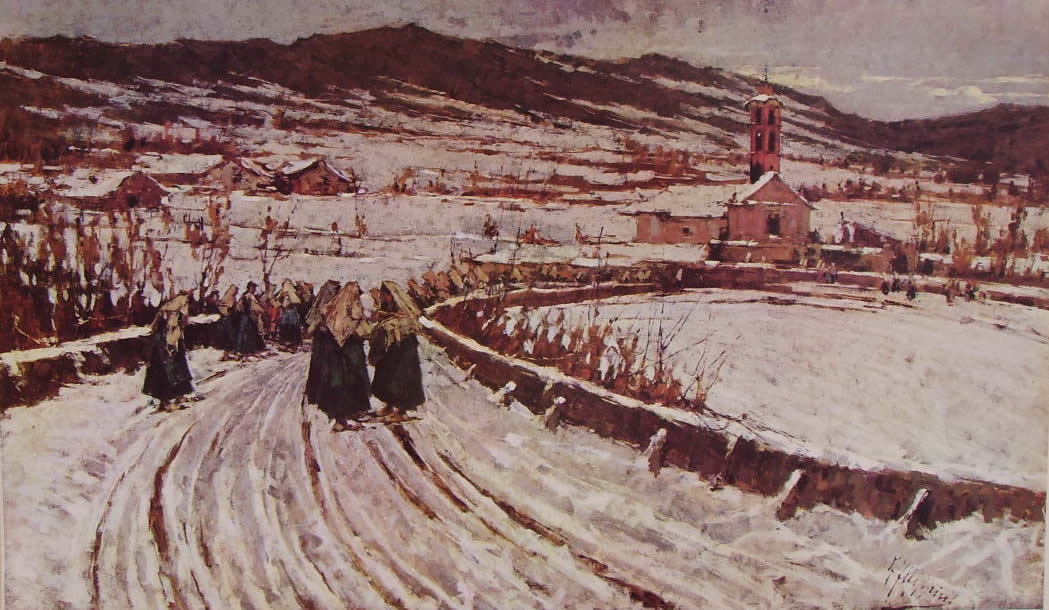
«Вечір у листопаді» (1891)
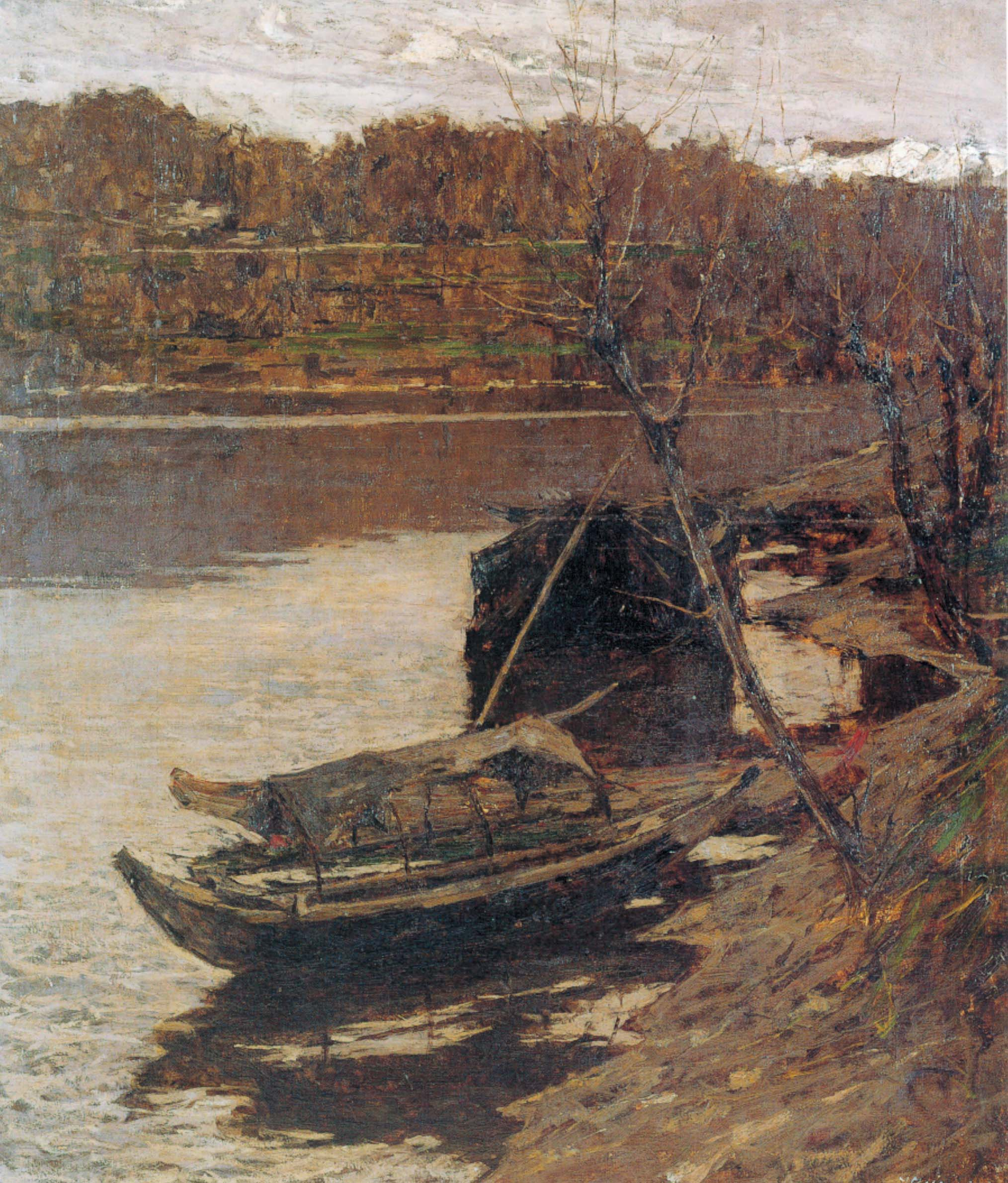
«Човен у берега» (1892—1893)
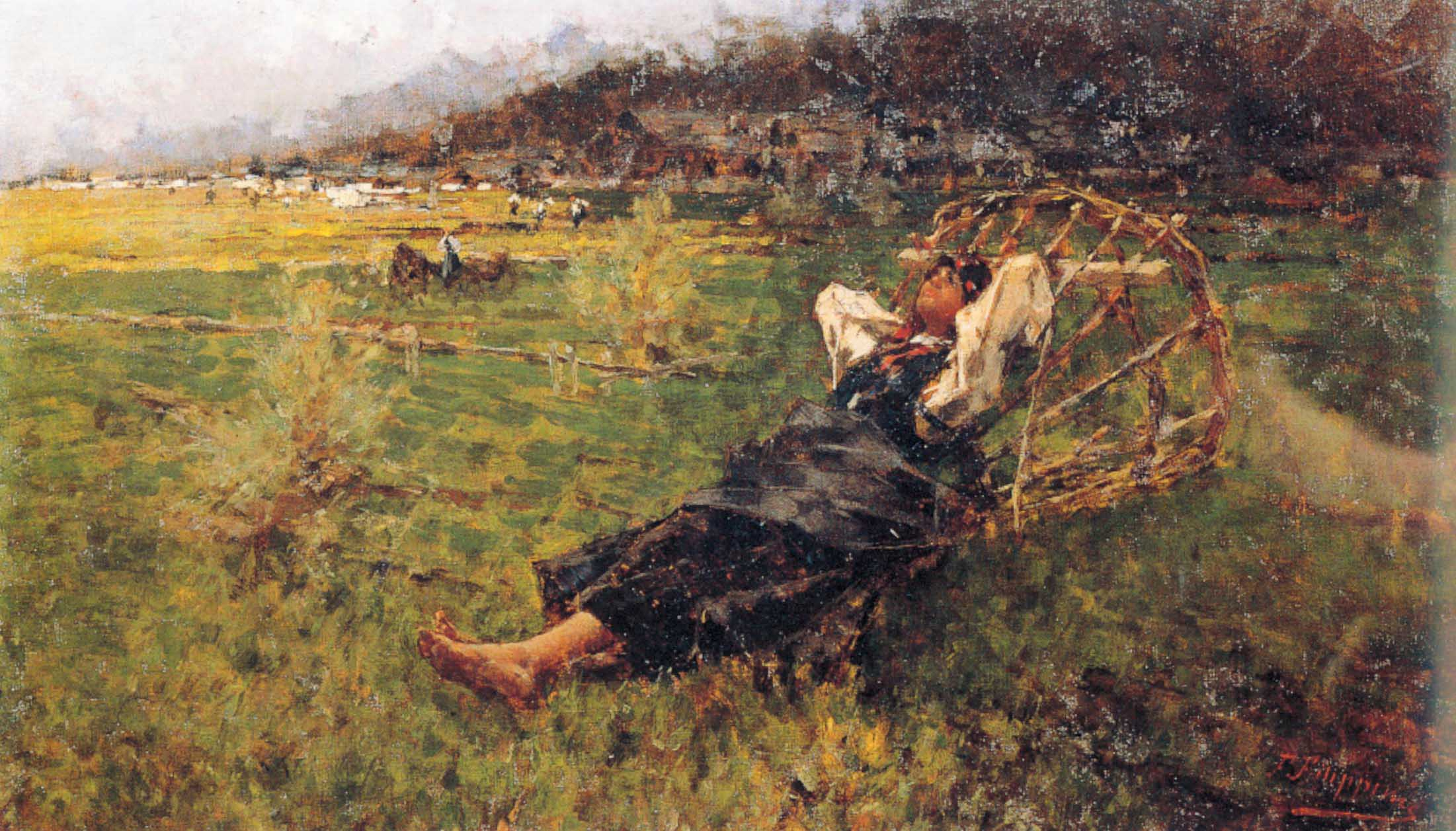
«Відпочинок селянки» (1892—1893)

## Музеї
- Museo delle Gallerie di Piazza Scala, Мілан (Prime Nevi)
- Museo Pinacoteca di Brera, Мілан (Молот, Виварювання конопель)
- Міланська галерея сучасного мистецтва
- Колекція мистецтв Фонду Каріпло, Мілан
- Музей Санта Джулія, Брешія
- Пінакотека Тозіо Мартіненго, Брешія
- Колекція музеїв Регіону Ломбардія, Мілан
- Академія образотворчих мистецтв Брера, Мілан (Листопадовий ранок у Лігурно, 1885)
- Міські музеї мистецтв і історії Брешії (Молодий автопортрет, Дослідження чоловічого ню, Молода жінка в зеленій сукні, Портрет батька, Портрет матері, Пейзаж, Фульвіо, що розкриває Цицерону змову Катіліни)
- Музей сучасного мистецтва Річчі Одді, П'яченца
- Галерея сучасного мистецтва (Новара)
- Villa Reale, «Civiche Raccolte D’Arte Museo Dell’Ottocento Villa Belgiojoso Bonaparte», Мілан
- Національна пинакотека Болоньї

## Техніка
Франческо Філіппіні, можливо, є найвпливовішим художником пейзажу 20-го століття в Європі. Його визнання ґрунтується на новаторстві у «філіппінізмі» та модифікації та еволюції реалістичного живопису. Він визначається прямим і безжалісним спостереженням людської реальності, яка об’єднує в собі щасливі та трагічні події, прогрес та голосне виявлення несправедливості, Франческо Філіппіні представляв теми, які в панівній думці того часу вважалися маловажливими або навіть негідними. Рух “філіппінізму”, що впливав на усіх пейзажистів протягом тривалого часу, народився як відповідь і протиставлення живопису Моне, проте завжди на відкритому повітрі. Філіппіні малював при будь-яких погодних умовах, завжди виключно на вулиці, поки не помер від пневмонії. Він став великим новатором мистецтва та батьком нового руху, хоча неорганізованого, і його інновації не розуміли та не сприймали академії та багато критиків. Проте всі художники того часу, незважаючи на його передчасну смерть, захоплювалися його творчістю. Як і інші французькі імпресіоністи, Філіппіні прагнув повністю поглибитися в природу, представлену пастухами, селянами, отарами і деревами, невпливненими міськими димами, відзначаючися відсутністю монетових міст і вокзалів. Він активно виступав проти художньої системи відтворення реальності, відмовляючись від зображення персонажів та історичних сцен, GAM-Galleria d'Arte Moderna di Milano, Pinacoteca di Brera, Gallerie d'Italia, Musei Civici di Brescia, Novara, Bologna [джерело?], Франческо Філіппіні став трофеєм протягом століть у салонах культурної високої знаті. Його творчість еволюціонувала і стала складною у своїй концептуальній та технічній філософії, що робило його непростим для зрозуміння широким загалом у той час чи для покупок туристами в Італії, особливо у Венеції та під час Великого туру.